# Carso (torrente)
Il Carso è un torrente della provincia di Bergamo affluente del fiume Serio in bassa Val Seriana. 

## Descrizione
Nasce dalle pendici del monte Podona, nelle Prealpi Orobie, in territorio di Selvino. Confluisce dopo 5 km da destra nel Serio a Nembro, e scorre nei soli comuni di Selvino e Nembro, bagnando anche la frazione San Vito. Sfocia nel fiume Serio alla quota di 300 metri.

## Idrologia
Il regime idrologico è di tipo torrentizio, con massimi primaverili e autunnali.
Nella parte alta del bacino le vallette minori presentano acque superficiali solo in occasione dei periodi di maggiori precipitazioni, mentre il tratto finale nel corso di periodi di magra è alimentato da sorgenti di deflusso carsico.
Nell'ultimo tratto del torrente si possono verificare esondazioni con ricorrenza irregolare, in occasione di eventi meteorologici estremi. Sono documentati 4 eventi a partire da fine ottocento, il più recente del luglio 1972 in occasione di un nubifragio che ha colpito la bassa Valle Seriana.

## Ambiente
Il corso è incluso nei PLIS "Piazzo e Trevasco" e "NaturalSerio".